# Мокоа
Моко́а (исп. Mocoa) — город и муниципалитет на юго-западе Колумбии, административный центр департамента Путумайо.

## Географическое положение
Город расположен в северо-западной части департамента, в предгорьях хребта Центральная Кордильера, на правом берегу одноимённой реки (правый приток реки Жапура), на расстоянии приблизительно 465 километров к юго-западу от столицы страны Боготы. Абсолютная высота — 721 метр над уровнем моря.

Площадь муниципалитета составляет 1030 км².

## Население
По данным Национального административного департамента статистики Колумбии, совокупная численность населения города и муниципалитета в 2012 году составляла 39 867 человек.
Динамика численности населения города по годам:
| 2005   | 2006   | 2007   | 2008   | 2009   | 2010   | 2011   | 2012   |
| ------ | ------ | ------ | ------ | ------ | ------ | ------ | ------ |
| 35 755 | 36 287 | 36 809 | 37 354 | 37 948 | 38 564 | 39 207 | 39 867 |

Согласно данным переписи 2005 года мужчины составляли 49,4 % от населения города, женщины — соответственно 50,6 %. В расовом отношении белые и метисы составляли 75,1 % от населения города; индейцы — 18,3 %; негры — 6,6 %.
Уровень грамотности среди населения старше 15 лет составлял 94,4 %.

## Экономика и транспорт
Основу экономики города составляют сельскохозяйственное производство. В окрестностях Мокоа выращивают кукурузу, бананы, маниок, сахарный тростник, ананасы и цитрусовые. Также развита деревообрабатывающая отрасль промышленности.
Ближайший аэропорт расположен в городе Вилья-Гарсон.